# Moral de Hornuez
Moral de Hornuez è un comune spagnolo di 92 abitanti situato nella comunità autonoma di Castiglia e León.
Web di Moral de Hornuez